# Октябрське (Магжана Жумабаєва район)
Октя́брське (каз. Октябрь) — село у складі району Магжана Жумабаєва Північноказахстанської області Казахстану. Адміністративний центр Аккайинського сільського округу.
Населення — 425 осіб (2021; 585 у 2009, 776 у 1999, 1175 у 1989).
Національний склад станом на 1989 рік:
- росіяни — 79 %.